# Hyde Park, London
Hyde Park je 140 ha velik zgodovinski mestni park, ki je na seznamu  zavarovanih spomenikov I. stopnje, v Westminstru v širšem Londonu. Kraljevi park je največji med parki in zelenimi površinami, ki tvorijo verigo od Kensingtonske palače prek Kensington Gardens in Hyde Parka, preko Hyde Park Cornerja in Green Parka, mimo Buckinghamske palače do St James's Parka. Hyde Park delita jezeri Serpentine in Long Water.
Park je leta 1536 ustanovil Henrik VIII. Angleški, ko je odvzel ozemlje Westminstrske opatije in ga uporabil kot lovišče. Za javnost so ga odprli leta 1637 in je hitro postal priljubljen, zlasti za parade ob začetku poletja. Večje izboljšave so se zgodile v začetku 18. stoletja pod vodstvom kraljice Caroline. Park je v tem času postal tudi prostor za dvoboje, v katerih so pogosto sodelovali pripadniki plemstva. V 19. stoletju je bila v parku Velika razstava 1851, za katero je bila postavljena Kristalna palača, ki jo je zasnoval Joseph Paxton.
Svoboda govora in demonstracije so ključna značilnost Hyde Parka že od 19. stoletja. Govorniški kotiček (angleško Speakers' Corner) je bil ustanovljen kot točka svobode govora in razprave leta 1872, od takrat so tam med drugim protestirali čartisti, Reformska liga, sufražetke in koalicija Stop the War. V poznem 20. stoletju je bil park znan po obsežnih brezplačnih koncertih rock glasbe, na katerih so nastopale skupine, kot so Pink Floyd, The Rolling Stones in Queen. Večji dogodki v parku so se nadaljevali v 21. stoletju, med njimi Live 8 leta 2005 in vsakoletni Hyde Park Winter Wonderland (od  2007).

## Geografija
Hyde Park je kraljevi park v središču Londona, ki ga na severu omejuje Bayswater Road, na vzhodu Park Lane in na jugu Knightsbridge. Severneje je Paddington, vzhodneje Mayfair in južneje Belgravia. Na jugovzhodu, izven parka, je Hyde Park Corner, za katerim so Green Park, St. James's Park in Buckingham Palace Gardens. Park je od leta 1987 kategoriziran kot objekt I. stopnje v registru zgodovinskih parkov in vrtov.
Na zahodu se Hyde Park združuje s Kensington Gardens. Ločnica poteka približno med Alexandra Gate in Victoria Gate preko West Carriage Drive in Serpentine Bridge. Jezero Serpentine je južno od območja parka. Kensington Gardens je ločen od Hyde Parka od leta 1728, ko ju je kraljica Caroline razdelila. Hyde Park obsega 142 hektarjev, Kensington Gardens pa 111 hektarjev, kar daje skupno površino 253 hektarjev. Podnevi se oba parka neopazno zlijeta. drug v drugega, vendar se vrtovi Kensington zaprejo ob mraku, Hyde Park pa ostane odprt vse leto od 5. ure zjutraj do polnoči.

## Zgodovina

### Zgodnja zgodovina
Ime parka izhaja iz graščine Hyde, ki je bila severovzhodni pododdelek graščine Eia (druga dva pododdelka sta bila Ebury in Neyte) in se kot taka pojavlja v Domesday Book. Ime naj bi bilo saškega izvora in pomeni enoto zemlje, angleško hide, ki je bila primerna za preživljanje ene same družine in vzdrževanih članov. Skozi srednji vek je bila v lasti Westminstrske opatije, gozd ob graščini pa so uporabljali tako za kurjavo kot za lov na  divjad.

### 16.–17. stoletja
Hyde Park je za lov ustvaril Henrik VIII. leta 1536, potem ko je od opatije pridobil dvorec Hyde. Ograjen je bil kot park za jelene in je ostal zasebno lovišče, dokler Jakob I. Angleški ni dovolil omejenega dostopa gospodom in imenoval nadzornika, da prevzame nadzora. Karel I. Angleški je ustvaril Ring (severno od sedanjih čolnarn jezera Serpentine), leta 1637 pa je park odprl za širšo javnost. Hitro je postalo priljubljeno zbirališče, predvsem za majska praznovanja. Na začetku angleške državljanske vojne leta 1642 je bila vzdolž vzhodne strani parka zgrajena vrsta utrdb, vključno z utrdbami na današnjem mestu Marble Arch, Mount Street in Hyde Park Corner. Slednje je vključevalo oporišče, kjer so obiskovalci Londona lahko bili pregledani in preverjeni.
Leta 1652, med angleškim medvladjem, je parlament odredil prodajo takratnega 250 ha velikega parka za 'gotovino'. Zaslužil je 17.000 £ z dodatnimi 765 £ 6s 2d za rezidenčnega jelena. Med veliko londonsko kugo leta 1665 je bil Hyde Park uporabljen kot vojaško taborišče. Po obnovitvi monarhije leta 1660 je Karel II. Angleški ponovno prevzel lastništvo nad Hyde Parkom in ga zagradil z opečnim zidom. Obnovil je jelene na današnjem Buck Hillu v vrtovih Kensington. Majska parada je bila še naprej priljubljen dogodek; Samuel Pepys je sodeloval pri praznovanjih v parku leta 1663, medtem ko je poskušal pridobiti kraljevo naklonjenost.

### 18. stoletje
Leta 1689 je Viljem III. Oranski preselil svojo rezidenco v Kensingtonsko palačo na skrajni strani Hyde Parka in dal urediti cesto čez njegov južni rob, ki je bila znana kot Kraljeva zasebna cesta. Dovoz še vedno obstaja kot široka ravna prodnata proga, ki vodi proti zahodu od Hyde Park Cornerja čez južno mejo Hyde Parka proti Kensingtonski palači in je zdaj znana kot Rotten Row, verjetno pokvarjeno ime rotteran (prebrati), Ratten Row (krožna pot), Route du roi ali rotten (mehak material, s katerim je prekrita cesta). To naj bi bila prva cesta v Londonu, ki je bila ponoči osvetljena, kar je bilo storjeno, da bi odvrnili razbojnike. Leta 1749 je bil Horace Walpole oropan med potovanjem skozi park iz Holland House. Cesto so v začetku 19. stoletja uporabljali premožni za jahanje.
Hyde Park je bil v 18. stoletju priljubljeno mesto za dvoboje, kjer se je odvilo 172 dvobojev, ki so povzročili 63 smrti. Tam je leta 1712 potekal dvoboj Hamilton–Mohun, ko se je Charles Mohun, 4. baron Mohun, boril proti Jamesu Hamiltonu, 4. vojvodi Hamiltonskemu. Baron Mohun je bil takoj ubit, vojvoda pa je umrl kmalu zatem. John Wilkes se je boril s Samuelom Martinom leta 1772, v letu, ko se je Richard Brinsley Sheridan pomeril s kapitanom Thomasom Mathewsom zaradi klevetniških komentarjev slednjega o Sheridanovi zaročenki Elizabeth Ann Linley. Edward Thurlow, prvi baron Thurlow, se je boril z Andrewom Stuartom v dvoboju v Hyde Parku leta 1770. Vojaške usmrtitve so bile v tem času v Hyde Parku običajne; zemljevid Londona Johna Rocqueja iz leta 1746 označuje točko znotraj parka, blizu Tyburnskih vislic, kot »kjer ustrelijo vojake«.
Prvo skladno urejanje krajine v Hyde Parku se je začelo leta 1726. Za kralja Jurija I. se ga je lotil Charles Bridgeman; po kraljevi smrti leta 1727 se je nadaljevalo z odobritvijo njegove snahe, kraljice Karoline. Dela je nadzoroval Charles Withers, generalni geodet gozdov, Hyde Park pa je razdelil in ustvaril Kensingtonske vrtove. Jezero Serpentine je nastalo z zajezitvijo reke Westbourne, ki teče skozi park od Kilburna proti Temzi. Od Long Water ga loči most, ki ga je leta 1826 zasnoval George Rennie.
Delo je bilo končano leta 1733. 2. vikont Weymouth je leta 1739 postal nadzornik Hyde Parka in kmalu zatem je začel kopati Serpentinska jezera v Longleatu. Severno od Serpentina so leta 1805 zgradili smodnišnico.

### 19.–21. stoletja
Hyde Park je poleti 1814 gostil Veliki sejem v počastitev obiska zavezniških vladarjev v Angliji in razstavljal različne stojnice in predstave. Bitka pri Trafalgarju je bila ponovno uprizorjena na Serpentinu, z godbo, ki je igrala državno himno, medtem ko se je francoska flota potopila v jezero. Kronanje kralja Jurija IV. leta 1821 so praznovali s sejmom v parku, vključno z zračnim balonom in ognjemeti.
Eden najpomembnejših dogodkov v Hyde Parku je bila Velika razstava leta 1851. Kristalna palača je bila zgrajena na južni strani parka. Javnost ni želela, da stavba ostane po zaprtju razstave, njen arhitekt Joseph Paxton pa je zbral sredstva in jo odkupil. Preselil jo je na Sydenham Hill v južnem Londonu. Drug pomemben dogodek je bila prva investitura Viktorijinega križca 26. junija 1857, ko je kraljica Viktorija v navzočnosti princa Alberta in drugih članov kraljeve družine odlikovala 62 moških, vključno z njenim bodočim zetom, prestolonaslednikom princem Friderikom Viljemom Pruskim.
Hyde Park Lido leži na južnem bregu jezera Serpentine. Odprli so ga leta 1930, da bi zagotovili izboljšano podporo za kopanje in sončenje v parku, kar je zahtevala skupina naturistov, Sunlight League. Lido in spremljajoči paviljon je zasnoval komisar za dela George Lansbury, polovico pa je financiral major Colin Cooper (1892–1938) z donacijo v višini 5000 GBP (zdaj enako 336.000 GBP). Še vedno se redno uporablja poleti.
Hyde Park je bil glavno prizorišče več kraljevih jubilejev in praznovanj. Za zlati jubilej kraljice Viktorije leta 1887 so 22. junija organizirali zabavo, na kateri je približno 26.000 šolarjev dobilo brezplačen obrok v dar. Na dogodku sta se nepričakovano pojavila kraljica in valižanski princ. Victorija je v zadnjih letih svojega življenja ostala navdušena nad Hyde Parkom in se tja pogosto vozila dvakrat na dan. Kot del kraljice Elizabete II. srebrnega jubileja leta 1977 je bila v Hyde Parku postavljena jubilejna razstava, ki sta jo kraljica in princ Filip obiskala 30. junija. Leta 2012 je v parku potekal velik festival kot del praznovanja kraljičinega diamantnega jubileja. 6. februarja je kraljeva četa, kraljeva konjska artilerija, izstrelila kraljevi pozdrav z 41 puškami na Hyde Park Corner.
20. julija 1982 je bomba začasne irske republikanske armade ubila štiri vojake in sedem konj. Levo od Albertovih vrat je bil zgrajen spomenik v spomin na vojake in konje, padle v eksploziji.
Od leta 2007 je Hyde Park gostitelj vsakoletnega dogodka Winter Wonderland, ki vključuje številne božično obarvane tržnice, različne vožnje in atrakcije ter bare in restavracije. Postal je eden največjih božičnih dogodkov v Evropi, saj je od leta 2016 pritegnil več kot 14 milijonov obiskovalcev in se razširil na največje drsališče v Londonu, zabavo v živo in cirkuse.
18. septembra 2010 je bil Hyde Park prizorišče molitvenega bdenja s papežem Benediktom XVI. v okviru njegovega obiska v Združenem kraljestvu, ki se ga je udeležilo okoli 80.000 ljudi. Velika množica se je zbrala vzdolž nakupovalnega središča Mall, da bi videla papežev prihod na njegov nagovor. Poskus atentata na papeža je bil onemogočen, potem ko so pet ljudi, oblečenih v čistilce ulic, opazili znotraj milje od Hyde Parka in jih aretirali skupaj s šestim osumljencem. Kasneje so ju izpustili brez obtožbe, saj je policija dejala, da ne predstavljata nobene verodostojne grožnje.

## Veliki vhod
V poznem 18. stoletju so bili izdelani načrti za zamenjavo starih vrat na Hyde Park Cornerju z večjim vhodom, po gentrifikaciji območja, ki ga obdaja. Prvo zasnovo je predstavil Robert Adam leta 1778 kot velik obok, sledil pa mu je predlog Johna Soana iz leta 1796 za gradnjo nove palače ob vogalu v Green Parku.
Po izgradnji Buckinghamske palače so bili načrti izboljšav ponovno pregledani. Veliki vhod v park na Hyde Park Cornerju je zasnoval Decimus Burton in je bil zgrajen v 1820-ih. Burton je začrtal poti in dovoze ter zasnoval vrsto lož, Screen/Gate at Hyde Park Corner (znan tudi kot Grand Entrance ali Apsley Gate) leta 1825 in Wellingtonov slavolok, ki je bil odprt leta 1828. Zaslon in slavolok sta prvotno tvorila eno samo kompozicijo, zasnovano tako, da je zagotavljalo monumentalen prehod med Hyde Parkom in Green Parkom, a je bil slavolok premaknjen leta 1883. Prvotno je imel na vrhu kip vojvode Wellingtonskega; leta 1883 so ga preselili v Aldershot, ko so lok ponovno postavili.
Prvi opis poroča:

»Sestavljen je iz zaslona čednih nažlebljenih jonskih stebrov, s tremi vhodnimi loki za kočije, dvometrskimi vhodi, ložo itd. Obseg celotnega pročelja je približno 33 m. Osrednji vhod ima drzno projekcijo : entablaturo podpirajo štirje stebri, volute kapitelov zunanjega stebra na vsaki strani prehoda pa so oblikovane v kotni smeri, tako da je mogoče videti dve celotni ploskvi, predstavljata dva ločena jonska stebra, obdana z antami. Vsi ti vhodi so zaključeni z zaporo, stranice osrednjega so okrašene s čudovitim frizom, ki predstavlja pomorsko in vojaško zmagoslavno procesijo. Ta friz je zasnoval gospod Henning mlajši, sin g. Henninga, ki je bil dobro znan po svojih modelih Elginovih marmorjev. Vrata so izdelali gospodje Bramah. Iz železa so, bronasta in pritrjena ali obešena na stebre z obroči iz puščene kovine. Dizajn je sestavljen iz čudovite razporeditve ornamenta grškega kovačnika; deli so dobro definirani, listi pa je prikazani na zelo nenavaden način.«
Wellingtonov slavolok je med letoma 1999 in 2001 obsežno obnovil English Heritage. Zdaj je odprt za javnost, ki lahko vidi pogled na parke z njegovih ploščadi nad portiki.

## Lastnosti
Priljubljena območja v Hyde Parku so Speakers' Corner (ki je v severovzhodnem kotu blizu Marmornega slavoloka), blizu nekdanjega mesta Tyburn vislic in Rotten Row, ki je severna meja mesta Kristalne palače.

### Botanika
Rože je leta 1860 v Hyde Parku prvič posadil William Andrews Nesfield. Naslednje leto je bil pri Viktorijinih vratih zgrajen italijanski vodni vrt, vključno s fontanami in poletno hišo. Nišo kraljice Ane je zasnoval sir Christopher Wren in je bila prestavljena v park s svoje prvotne lokacije v vrtovih Kensington.
V poznem 20. stoletju je nizozemska bolezen brestov pokončala več kot 9000 brestov v Hyde Parku. To je vključevalo številna drevesa vzdolž velikih drevoredov, ki jih je posadila kraljica Karolina, ki so jih nazadnje zamenjale lipe in javorji. Park ima zdaj 1,6 ha rastlinjakov, v katerih so rastline za Kraljeve parke. Na voljo je shema za posvojitev dreves v parku, ki pomaga financirati njihovo vzdrževanje. Botanična zanimivost je povešava bukev 'Pendula' (Fagus sylvatica 'Pendula'), ki ji pravijo »na glavo obrnjeno drevo«. Leta 1994 je bil dodan rožni vrt, ki so ga zasnovali krajinski arhitekti Colvin & Moggridge.

### Spomeniki
Okoli Hyde Parka je več različnih kipov in spomenikov. Spomenik konjenici je bil zgrajen leta 1924 pri vratih Stanhope. Preselil se je na Serpentine Road, ko je bila Park Lane leta 1961 razširjena za promet. Južno od Serpentine je spomenik Diani, valižanski princesi, ovalni kamniti obročast vodnjak, odprt 6. julija 2004. Vzhodno od Serpentina, tik za jezom, je britanski spomenik holokavstu. Spomenik 7. julija v parku je v spomin na žrtve bombnih napadov v Londonu 7. julija 2005.
Stoječi kamen je 7 t težak monolit v središču Dell, vzhodno od Hyde Parka. Izdelan iz cornwalskega kamna je bil prvotno del pitnika, čeprav se je uveljavila urbana legenda, ki trdi, da ga je iz Stonehengea prinesel Karel I.
Po parku je raztresena vrsta nenavadnih skulptur, vključno z: Mirna voda, ogromna konjska glava, ki pljuva vodo; Jelly Baby Family, družina velikanskih Jelly Babyjev, ki stojijo na vrhu velike črne kocke; in Vroom Vroom, ki spominja na velikansko človeško roko, ki potiska avtomobilček po tleh. Kipar Jacob Epstein je zgradil več del v Hyde Parku. Njegov spomenik pisatelju Williamu Henryju Hudsonu, ki prikazuje njegov lik Rima, je povzročil ogorčenje javnosti, ko so ga odkrili leta 1925.
Pri vratih Grosvenor Gate je od leta 1863 vodnjak, ki ga je zasnoval Alexander Munro. Nasproti Mount Street na vzhodnem robu parka je še ena fontana.
Pokopališče hišnih ljubljenčkov je bilo ustanovljeno na severnem robu Hyde Parka v poznem 19. stoletju. Zadnji pokop je bil leta 1976.

### Policijska postaja
Trenutno je metropolitanska policijska služba odgovorna za nadzor nad parkom in ima sedež v stavbi, pogovorno znani kot 'stara policijska hiša' znotraj parka. Stavbo je zasnoval John Dixon Butler, ki je bil inšpektor med letoma 1895 in 1920. Za policijo je dokončal približno 200 stavb, vključno z nekdanjim New Scotland Yardom, stavbo Norman Shaw South (pomoč Richardu Normanu Shawu); sosednja policijska postaja Canon Row; policijska postaja Bow Road, Tower Hamlets;  sodišče Tower Bridge Magistrates Court in sosednja policijska postaja; in 19–21 Great Marlborough Street, Westminster (sodišče in policijska postaja). Arhitekturni zgodovinar stavbo opisuje kot, od daleč, kot »srednje veliko podeželsko hišo iz časa Karla II.« Hyde Park je nadzorovala metropolitanska policija od leta 1867 do leta 1993, ko je bilo nadzorovanje parka predano v Royal Parks Constabulary. Leta 2004 se je to spremenilo nazaj v metropolitansko policijo, potem ko je Anthony Speed pregledal Royal Parks Constabulary.